# Bloke
Bloke là một khu tự quản (tiếng Slovenia: občine, số ít – občina) trong vùng Notranjsko-kraška của Slovenia. Bloke có diện tích 75.1 km2, dân số là theo điều tra ngày 31 tháng 3 năm 2002 là 1578 người. Thủ phủ khu tự quản Bloke đóng tại Nova vas.